# Уссурийский зелёный кузнечик
Уссурийский зелёный кузнечик (лат. Tettigonia ussuriana) — дальневосточный вид прямокрылых насекомых из семейства настоящих кузнечиков подотряда длинноусых.

## Описание
Основная окраска тела зелёная или жёлто-коричневая; ноги, верх надкрылий, переднеспинки часто коричневые. Длина тела самцов 29—35 мм, самок — 26—34 мм, переднеспинки соответственно 7—8 мм и 7,5—8 мм. Верх головы, переднеспинки и верхний край надкрылий с коричневой продольной полосой. Ноги светло- или зеленовато-коричневые. Задние бёдра длиной 21—23 мм у самцов и 21,5—25 мм у самок, снизу покрыты чёрными шипами. Надкрылья немного заходят за вершину задних бёдер. Обе пары крыльев развиты средне и позволяют совершать лишь небольшие перелёты. Половой диморфизм, как и у всех кузнечиков, выражен хорошо: у самок имеется сильно выделяющийся за вершины крыльев яйцеклад длиной 23—28 мм, что составляет примерно 1/2—1/3 от длины их тела. У самцов стрекотательный аппарат, как и всех стрекочущих кузнечиков, расположен в основании надкрыльев.
Личинки напоминают имаго, но с недоразвитыми крыльями.

## Ареал
В России распространены на юге Хабаровского края и в Приморье. Далее ареал обитания распространяется по Северо-Восточному Китаю до полуострова Корея.

## Места обитания
Травостой полян и опушек смешанных и широколиственных лесов.

## Биология
Взрослые кузнечики появляются в июле. Стрекочут только самцы, их «песня» напоминает трещащую трель.
Самки откладывают яйца в почву с помощью яйцеклада.
Уссурийский зелёный кузнечик питается преимущественно различными насекомыми, в меньшей степени растениями.

## Систематика
Один из 22 видов рода Tettigonia — типового рода семейства настоящих кузнечиков (Tettigoniidae) и всего надсемейства кузнечиковых (Tettigonioidea).